# Frank Merrill
Frank Dow Merrill (ur. 4 grudnia 1903 w Hopkinton, zm. 11 grudnia 1955 w Fernandina Beach) – amerykański oficer, generał-major United States Army najlepiej znany jako dowódca Oddziału Wydzielonego 5307, czyli „Maruderów Merrilla”, walczących w Birmie w czasie II wojny światowej. „Maruderzy Merrilla” podlegali dowódcy Północnego Teatru Działań (NCAC), generałowi Josephowi Stilwellowi. Była to jednostka sił specjalnych sformowana na wzór brytyjskiej formacji Czindytów operującej na dalekich tyłach wojsk japońskich.

## Początki kariery
Merrill wychowywał się w domu rodzinnym w Amesbury w stanie Massachusetts i tam też ukończył szkołę średnią. Wstąpił do U.S. Army w roku 1922 i dosłużył się stopnia sierżanta nim zapisał się do United States Military Academy w West Point, którą ukończył w 1929 roku. Merrill zdobył także bakalaureat z inżynierii wojskowej w Massachusetts Institute of Technology w roku 1932. Sześć lat później został attaché wojskowyw w Tokio, co dało nu okazję by studiować język japoński. W roku 1941 został oficerem wywiadu w sztabie generała Douglasa MacArthura na Filipinach. Merrill był z misją służbową w Rangunie, stolicy Birmy, gdy doszło do japońskiego ataku na Pearl Harbor, co skłoniło go by pozostać w Birmie. W roku 1942 Merrill otrzymał awans na generała-brygadiera.

## Maruderzy Merrilla
Na jesieni 1943 roku generał Joseph Stilwell mianował Merrilla dowódcą nowej, ochotniczej formacji sił specjalnych US Army wzorowanej na grupach Głębokiej Penetracji stworzonych przez Brytyjczyków w celu niepokojenia i szarpania wojsk japońskich na terytorium Birmy (najsłynniejszymi byli „Czindyci”). W US Army jednostkę nazwano Oddziałem Wydzielonym 5307 (tymczasowym). Termin „tymczasowy” (ang. provisional) oznaczał, że jednostka została sformowana do wykonania określonej misji czy operacji, po czym zostanie rozwiązana. Korespondenci wojenni, wizytujący 5307 podczas ćwiczebnego strzelania, nazwali oddział (nie bez udziału Stilwella) „Maruderami Merrilla”. Generał Merrill nadzorował ćwiczenia i przygotowania, a w lutym 1944 roku poprowadził trzy bataliony 5307 w głąb Birmy.
W czasie nieco dłuższym niż pięć miesięcy na tyłach wojsk japońskich Maruderzy, którzy wspierali działania chińskich „Sił X”, przebyli 1200 kilometrów jednej z najtrudniejszych do pokonania dżungli na świecie staczając pięć większych bitew (pod Walawbum, Shaduzup, Inkangahtawng, Nhpum Ga i Myitkyiną) i podejmując walkę z jednostkami Armii Cesarskiej w trzydziestu dwóch mniejszych potyczkach. Walczący z Japończykami żołnierze Oddziału 5307, w większości głodni i chorzy, dokonali więcej niż jakakolwiek inna amerykańska jednostka czasu wojny.
29 marca Merrill miał zawał serca, po czym zapadł na malarię; w tej sytuacji dowodzenie przejąj jego zastępcę, pułkownik Charles N. Hunter. W ostatniej bitwie o bazę japońską i lotnisko w Myitkyinie Maruderzy stracili 272 zabitych, 955 rannych i 980 ewakuowanych na tyły ze względów zdrowotnych. Przy wzięciu miasta Myitkyina obecnych było tylko 200 pozostałych przy życiu Maruderów.
10 sierpnia 1944 roku, tydzień po zajęciu miasta przez siły chińsko-amerykańskie, Oddział Wydzielony 5307 został rozwiązany, bowiem liczył zaledwie 130 zdolnych do walki oficerów i żołnierzy (z tych, którzy w liczbie 2750 wkroczyli do Birmy).

## Postbellum i pamięć
Z odznaczeń, jakie otrzymał generał Merrill, wymienić należy Army Distinguished Service Medal, Purple Heart, Brązową Gwiazdę i Legion of Merit.
Po wojnie i powojennej służbie na Okinawie Merrill odszedł (w stopniu generała-majora) z wojska i wrócił do Stanów Zjednoczonych, gdzie pełnił obowiązki komisarza ds. dróg i autostrad w stanie New Hampshire. Został nawet wybrany przewodniczącym American Association of Highway and Transportation, ale zmarł dwa dni później, 11 grudnia 1955 roku.
Most autostradowy nad rzeką Souhegan w New Hampshire otrzymał imię „Maruderów Merrilla”.
W „Camp Frank D. Merrill”, w pobliżu miejscowości Dahlonega w stanie Georgia, każdego roku ma miejsce 3-tygodniowa górska faza ćwiczebna Szkoły Rangersów United States Army.
W postać Merrilla wcielił się aktor Jeff Chandler w filmie Merrill's Marauders z 1962.